# Leipsiceras
Leipsiceras is een geslacht van zeeanemonen uit de familie van de Actiniidae.

## Soorten
- Leipsiceras pollens (McMurrich, 1898)
- Leipsiceras valens Carlgren, 1943